# 方国华
方國華（1963年12月24日—），香港商人、主要從事工商業、貿易及零售生意。另外，他是著名音樂編曲和監製，為羅力威前經理人。代表作為亞洲電視亞洲星光大道2、亞洲星光大道3音樂總監和中國好聲音第三季港澳區海選總策劃及評委。

## 背景
方國華曾於喇沙書院就讀，自小熱愛音樂，讀書時期曾拿下不少音樂獎項。完成學業後，仍然對音樂不離不棄，一直擔任音樂工作，包括作曲、編曲及演唱會樂手等。

## 音樂總監
- 亞洲星光大道2（1-23集）[3]

- 亞洲星光大道3（1-20集、謝謝你的愛、聖誕狂歡Boxing Day）

- 林以諾牧師大型棟篤笑演唱會2015 （服咗你）

- 林以諾牧師大型棟篤笑演唱會2016（乜都係假）

- 林以諾Music Talk Show（1-19集)

- 舞台劇 偶然.徐志摩[4]

- 舞台劇 生前約死後[5]
- 《就是她》林曉培香港演唱會
- 林以諾元宇宙音樂會「愛·無限」2022

## 音樂作品
- 羅力威 - 書劍恩仇錄 (曲、編、監)
- 羅力威 - 花無情「書劍恩仇錄插曲」(編、監)
- 羅力威 - 紅不紅 (編、監)
- 羅力威 - 情人季節 (編、監)
- 羅力威 - 櫻花咒 (編、監)
- 羅力威 - 睡不着(編、監)
- 羅力威 - 全職宅男 (曲、編、監)
- 羅力威 -  三人行 (編)
- 羅力威 - 尋找的是你
- 馬浚偉 憐憫我 (編、監)
- 馬浚偉 我要結婚了 (曲、編、監)
- 馬浚偉 Love’s for everyone (曲、編、監)
- 馬浚偉 偶然 (編、監)
- 馬浚偉 再別康橋 (編、監)
- 馬浚偉 赤子 (編、監)
- 馬浚偉 倦 (編、監)
- 馬浚偉 Today (編、監)
- 林以諾大碟
- HiFi 碟 Interlude
- HiFi 碟 Songs from the heart
- 沒有藍圖 (曲、編、監)
- 陳友 - 叫地不聞 (編、監)
- 林以諾、何基佑 - 一顆寬恕心 (曲、詞、監)
- 林以諾 - 愛是清泉 （監）
- 林以諾、Elpis - 親親爹地(編、監)
- 林以諾 - 看不到的 (編、監)
- 林以諾 - 耶穌·孔子· John Lennon (曲、編、監)
- 林以諾、巫啟賢 - 難為正邪定分界 (編、監)
- 關心妍、馬浚偉、嚴淑明、森美、陳志雲、林以諾 - 我的一生你導引 (曲、編、監)
- 幸福的證據 (編、監)

## 其他工作
- The Brainstormers Ltd主席
- 日之泉發展有限公司主席
- Alvin Fong production主席
- 33studio 創辦人
- 曾經為羅力威經理人
- 林曉培香港演唱會 2013  （就是她）獨家主辦
- 中国好声音第三季港澳區海選（總策劃及評委）
- 張國榮亞視全球歌迷大會總導演及嘉賓 2024
- 第35屆亞洲小姐選舉總監製
- 亞洲電視首席營運總監（COO）